# Bregmaceros pseudolanceolatus
Bregmaceros pseudolanceolatus is een straalvinnige vissensoort uit de familie van doornkabeljauwen (Bregmacerotidae). De wetenschappelijke naam van de soort is voor het eerst geldig gepubliceerd in 2004 door Torii, Javonillo & Ozawa.